# Мягкотелка бурая
Мягкотелка бурая (лат. Cantharis fusca) — вид жуков-мягкотелок.

## Описание
Длина тела взрослых насекомых (имаго) 11—15 мм. Передняя часть головы, основание усиков и частично брюшко рыжие. Переднеспинка обычно с чёрным пятном посередине переднего края. Ноги полностью чёрные, реже основание бёдер рыжее. Личинки бархатисто-чёрного цвета с 3 парами ног. Голова у них плоская с 2 глазками. Из ротовых органов особенно сильно развитыми являются верхние челюсти.

## Экология
Обитают в лесах и лесостепях. Личинки ведут хищнический образ жизни личинок, которые питаются другими мелкими насекомыми, червями и поедают иногда друг друга. Личинки живут в земле под камнями и на зиму укрываются под листвой и корнями деревьев. Появление их на снегу объясняется таким образом, что вследствие какой-нибудь причины, как, напр., сильного ливня или продолжительной оттепели, личинки вынуждены покинуть места своего убежища. Если после этого наступает сильная метель, то они уносятся ею на значительное расстояние.

## Распространение
Встречается по всей Европе и в Западной Сибири.